# اکرافوم
اکرافوم (به لاتین: Akrofuom) یک منطقهٔ مسکونی در غنا است که در منطقه آشانتی واقع شده‌است.